# Phoronicola spinulatus
Phoronicola spinulatus is een eenoogkreeftjessoort uit de familie van de Sabelliphilidae. De wetenschappelijke naam van de soort is voor het eerst geldig gepubliceerd in 1988 door Boxshall & Humes.